# Lufthammer

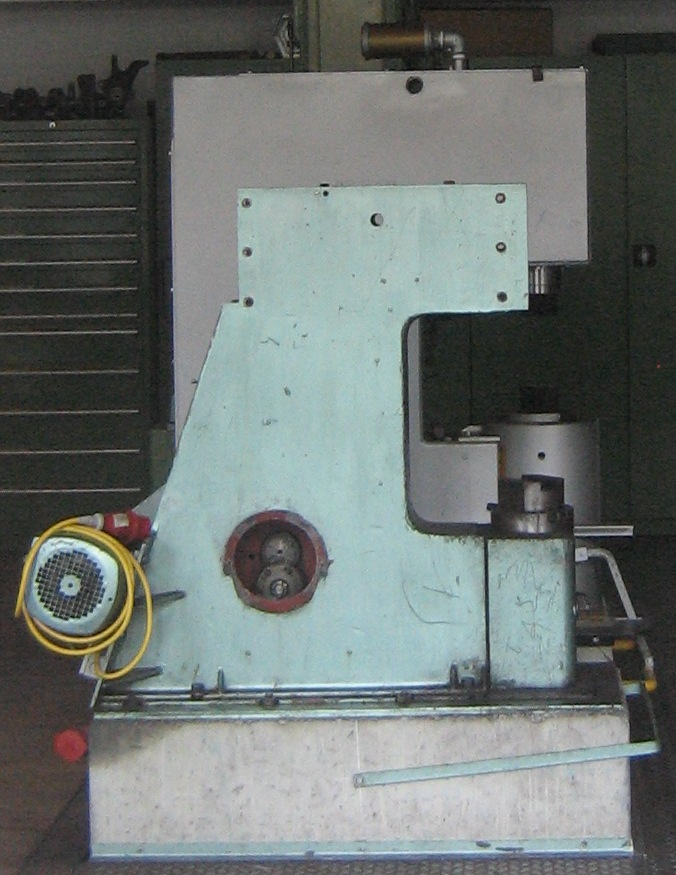
Lufthammer kleinerer Bauform in der Schmiede der HTL Bregenz

Ein Lufthammer (im englischsprachigen Raum meist als „Power hammer“ bezeichnet, selten „Air hammer“) ist ein stationärer Maschinenhammer, welcher meist zum handwerklichen und industriellen Freiformschmieden, seltener zum Gesenkschmieden verwendet wird. Er darf nicht mit einem Drucklufthammer verwechselt werden.
Lufthämmer wurden zu Anfang des 20. Jahrhunderts entwickelt, lösten Dampfhammer, Schwanzhammer und Federfallhammer ab und zählen neben den Pressen zu den modernen Schmiedemaschinen. Sie dienen zum Ausrecken  (Ausschmieden oder Abschmieden) des in der Regel hellkirschrotfarbenen Eisens (Stahl) mittels Schmiedesätteln bzw. Gesenken – ähnlich Amboss und Hammer.
Maßstäbe in Bezug auf Qualität und Handhabbarkeit (Steuerung) setzte die bis in die 1990er Jahre existierende Firma Bêché & Grohs, deren noch erhaltene Lufthämmer heute in Kunstschmiedewerkstätten hoch geschätzt werden. Die leichte Steuerung der Schläge macht es möglich, mit einem gut erhaltenen Bêché-Lufthammer von 100 kg Bärgewicht glühendes Eisen bzw. Stahl von max. 120 mm Durchmesser mit entsprechenden Zwischenschritten und Feingefühl bis auf 5 mm herunterzuschmieden.

## Aufbau
Ein Lufthammer besteht aus einem meist C-förmigen Gestell (Hammerkörper), das im vorderen Maschinensockel einen Amboss (Schabotte) und im oberen Arm zwei Luftzylinder enthält. Ein Zylinder enthält den heute meist durch einen Elektromotor angetriebenen Verdichterkolben und der zweite den eigentlichen Arbeitskolben. Die beiden Zylinder sind oben und unten über Rohrleitungen verbunden.
Bei geöffneten Ventilen (Drehschieber) hebt die beim Herunterfahren des Verdichterkolbens verdrängte Luft den Arbeitskolben an, der auch als Bärzylinder bezeichnet wird. Fährt der Verdichterkolben aufwärts, so beschleunigt die nun oberhalb des Kolbens komprimierte Luft den Bärzylinder abwärts. Zugleich führt dieser die in der Regel um 45° zum Hammerkörper versetzten Sättel bzw. Gesenke zusammen.
Durch einen bzw. zwei Drehschieber lässt sich die Schlagenergie („Schlagkraft“) und Geschwindigkeit des Bärs durch den Schmied mittels Pedal, bei älteren Bauformen zusätzlich auch mit Handhebel regeln.

## Baugrößen

Schmieden eines Rohlings zum Radreifen im Bochumer Verein (2010)

Lufthämmer werden heute mit Bärgewichten von 15 kg bis 2 Tonnen hergestellt. Kleinere Bauformen bis 25 kg sind eher für Messerschmiede geeignet. Handwerkliche Schmieden wie Kunstschmiede verwenden Hämmer mit 40 bis 100 kg Bärgewicht.
Bis in die 1970er Jahre waren Lufthämmer mit einem deutlich höheren Bärgewicht die Regel. Die größten Lufthämmer werden in Deutschland gegenwärtig etwa beim Schwermaschinenbau Wildau sowie in Bochumer Unternehmen eingesetzt. Neben Maschinenhämmern werden im industriellen Bereich auch Pressen als Umformmaschinen in gigantischen Baugrößen eingesetzt.
Der wohl größte jemals gebaute Lufthammer – noch durch Dampf angetrieben – wurde mit einem Bärgewicht von 113 t gebaut (125 short tons) und hatte eine Bauhöhe von ca. 90 Fuß (ca. 27,4 m). Das Gewicht der Schabotte aus Gusseisen betrug ca. 2150 short tons (ca. 1950 Tonnen).
Die im handwerklichen Bereich als Bohr- und Stemmmaschinen eingesetzten Bohrhämmer enthalten ebenfalls über einen Kurbeltrieb elektrisch angetriebene Verdichter- und Arbeitskolben. Hier hat der Bär jedoch oft nur eine Masse von einigen Hundert Gramm.